# Melchior de Vogüé (banquier)
Pour les articles homonymes, voir Melchior de Vogüé.
Le marquis Melchior Jean Marie de Vogüé, né le 12 juillet 1893 à Paris 7e et mort le 30 septembre 1965 à Saint-Léger-Vauban (Yonne), est un banquier qui fut administrateur du Crédit lyonnais avant de quitter le monde pour entrer chez les bénédictins.

## Biographie
Issu de la famille de Vogüé, de vieille noblesse française, Melchior de Vogüé était le fils du marquis Louis de Vogüé (1868-1948), régent de la Banque de France et maire d'Oizon, et de la princesse Louise-Marie d'Arenberg (1872-1958).
Il passe une enfance heureuse avec ses huit frères et sœurs au château de la Verrerie (Cher), acheté par son arrière-grand-père Léonce de Vogüé, ancien président du conseil général du Cher. La propriété avait appartenu autrefois aux Stuarts. Son père, fervent catholique, était imprégné des idées d'Albert de Mun et du marquis de La Tour du Pin, dans la ligne de la doctrine sociale de l'Église.
Il sert comme officier pendant la Guerre de 1914-1918 et est décoré de la Croix de Guerre.
Melchior de Vogüé devient administrateur de la banque de sa belle-famille en 1935 et occupe ces fonctions jusqu'en 1955, à une époque où la banque du Crédit lyonnais était en plein essor.

### En religion
Oblat bénédictin depuis plusieurs années, il décide en 1955 de quitter le monde pour entrer à l'abbaye de la Pierre-qui-Vire, en Bourgogne. Son épouse, en plein accord avec lui, devint elle aussi bénédictine de l'abbaye de Limon. Les deux conjoints obtinrent la permission du Saint-Siège de vivre chacun de leur côté dans les ordres. Ce départ fit grand bruit dans la presse de l'époque et suscita des débats. Melchior de Vogüé fut ordonné prêtre en 1961 avec dispense et mourut quatre ans plus tard.
Le destin de ce couple inhabituel a donné lieu à de nombreuses notices biographiques. L'un et l'autre sont enterrés à la Pierre-qui-Vire.

### Mariage et descendance
En 1920, il épouse à Paris Geneviève Brincard (1898-1974), fille du baron Georges Brincard et petite-fille du fondateur du Crédit lyonnais, Henri Germain. De ce mariage sont issus cinq enfants :
- Pierre de Vogüé, marquis de Vogüé, président de l'Association d'entraide de la Noblesse française de 1988 à 1997 (1921-2011), marié en 1947 avec Geneviève de Thomasson ;

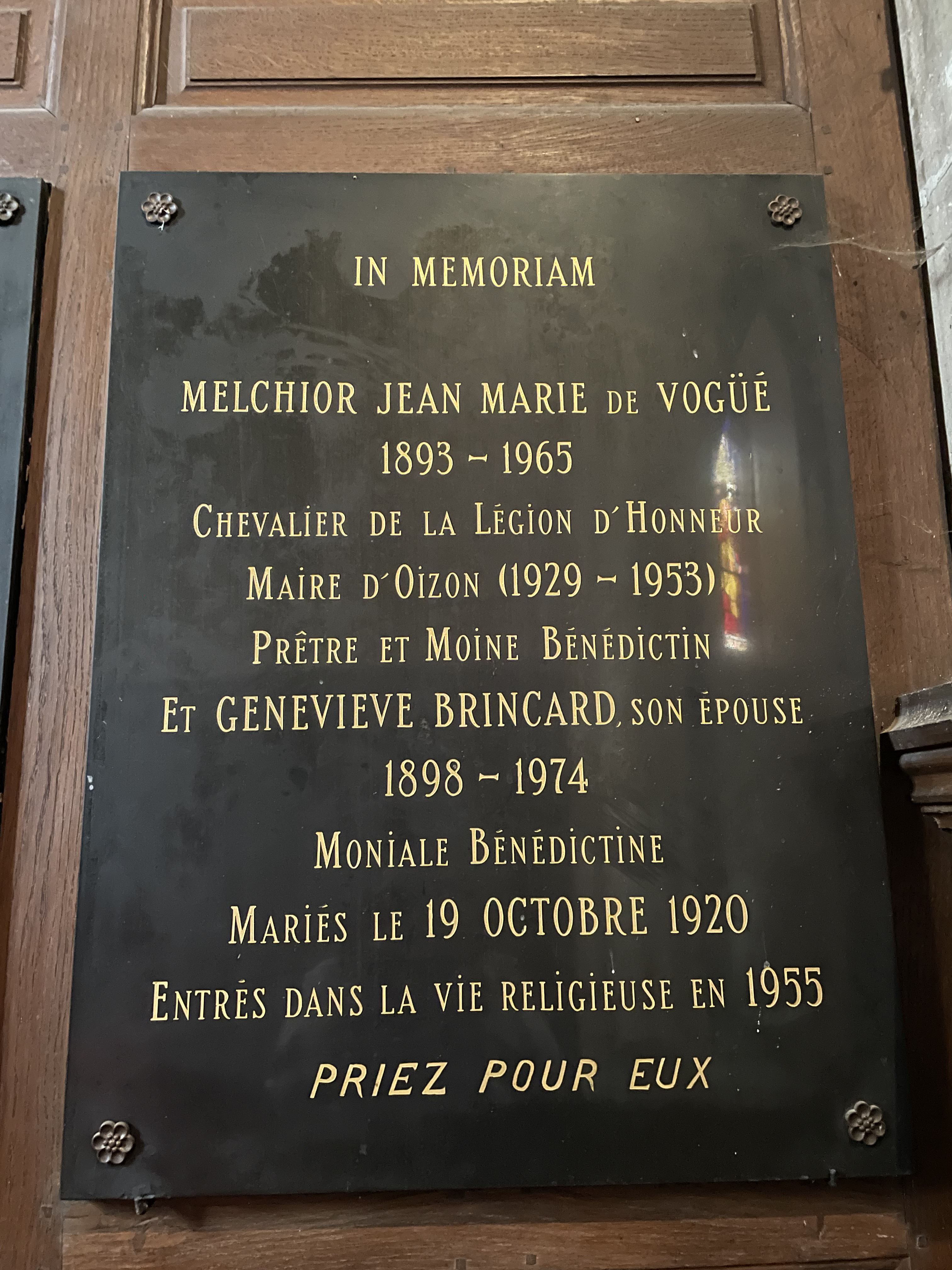
Plaque Funéraire Melchior Jean Marie de Vogüé dans l'Église de Boulleret

- Plaque Funéraire Melchior Jean Marie de Vogüé dans l'Église de BoulleretAntoine de Vogüé (1923-1998), résistant pendant l'occupation allemande puis vice-président du conseil général du Cher, marié en 1946 avec Françoise de Hauteclocque (1922-2012) ;
- Adalbert de Vogüé, moine bénédictin (1924-2011)
- Alix de Vogüé (1926-2016), mariée en 1948 avec le comte Emmanuel d'Harcourt, ambassadeur de France (1914-1985). Tous deux demeuraient au château d'Orcher ;
- Geoffroy de Vogüé (1928-2011), marié en 1955 avec Hélène de Carmoy.